# La Saïdia
La Saïdia è un distretto della città di Valencia, indicato con il numero 5. È situato a nord della Ciutat Vella, e si estende dalla riva sinistra del fiume Turia fino all'Avenida del Dr. Peset Aleixandre. A est, il punto di riferimento si trova in Calle del General Elio, all'inizio dell'Avenida de Vicent Blasco Ibáñez, e a ovest in Avenida de Burjassot.

## Geografia
Il distretto al 2023 ha 47499 abitanti ed è diviso in cinque barri:
| Codice | Nome        | Popolazione (2023) | Superfície (km2) | Densità (ab/km2) |
| ------ | ----------- | ------------------ | ---------------- | ---------------- |
| 5.1    | Marxalenes  | 10845              | 39               | 51200            |
| 5.2    | Morvedre    | 10198              | 42.8             | 33300            |
| 5.3    | Trinitat    | 7856               | 59.6             | 9266             |
| 5.5    | Tormos      | 8732               | 28               | 6979             |
| 5.5.   | Sant Antoni | 9860               | 25               | 13870            |
| 5      | La Saïdia   | 47499              | 1.944            | 6761             |
| Fonte: |             |                    |                  |                  |

## Luoghi d'interesse
Il quartiere ha molti siti di notevole importanza. Uno di questi è il monastero de La Trinitat, nell'omonimo quartiere. Una delle strade più importanti è Carrer de Sagunto, che segue il tracciato dell'antica Via Augusta. Accanto si trova il Mercato Municipale di Sant Pere Nolasc, forse il più antico della città della sua categoria. C'era anche, di fronte al ponte di San Giuseppe, il monastero cistercense di Saïdia demolito negli anni Sessanta.
Inizialmente, era il punto di confluenza dei binari del treno di Valencia che andava da Rafelbunyol, Burjassot e El Cabanyal alla stazione di Pont de Fusta, situata nel punto più meridionale del quartiere; oggi è la moderna tranvia che corre da ovest a est nel distretto. Il distretto ha anche importanti parchi comunali, come i Giardini Reali, al confine con Pla del Reial, e il Parco Municipale Marxalenes.